# James Harden-Hickey
James Harden-Hickey, né James Aloysius Harden le 8 décembre 1854 à San Francisco et mort le 9 février 1898 à El Paso, est un écrivain et cryptarque  franco-américain, proclamé prince souverain de Trinidad, en Amérique du Sud, sous le nom de James Ier. Renversé par les britanniques, il se suicide en exil en 1898.

## Jeunesse
Pour éviter la violence de San Francisco, en pleine ruée vers l'or, sa mère française envoie son fils à Paris. Le faste du pouvoir de Napoléon III impressionne l'enfant. Il reçoit l'enseignement des Jésuites en Belgique puis étudie le droit à l'université de Leipzig. Il intègre l'École spéciale militaire de Saint-Cyr à 19 ans où il est un bon élève.
En 1875, son père meurt. Trois ans plus tard, il épouse la comtesse de Saint-Pery qui lui donne deux enfants. Il commence à écrire des romans.
Le 10 novembre 1878, Harden-Hickey publie un journal, Le Triboulet. Bien que populaire, l'anti-républicanisme du journal vaut à Harden-Hickey une douzaine de duels, plusieurs dizaines de poursuites judiciaires et de nombreuses amendes. Le journal royaliste s'arrête en 1887, faute de moyens.
En 1880, Harden-Hickey a écrit onze romans sous le nom de Saint Patrice. Deux empruntent le personnage de Michel Strogoff de Jules Verne, un autre s'inspire de Don Quichotte. Ses romans vantent les vertus des monarchies contre la démocratie. Harden-Hickey est fait baron du Saint-Empire romain germanique (bien que l'empire soit disparu en 1806) pour sa défense de l'Église.
Peu après, il divorce et renonce au catholicisme, il s'intéresse au bouddhisme et à la théosophie. Il voyage autour du monde, reste un an en Inde, apprend le sanskrit et la philosophie de Bouddha. Il revient à Paris et rencontre Annie Harper Flagler, la fille de John Haldane Flagler, un partenaire d'affaires d'Andrew Carnegie. Ils se marient à l'église presbytérienne de la Cinquième Avenue de New York le 17 mars 1891. Il vit avec les Flagler pendant deux ans.

## Prince de Trinidad
Revenant d'un voyage au Tibet avant son mariage, le navire du retour fait une escale en Atlantique sud. Harden-Hickey découvre la petite île de Trindade et Martim Vaz et qu'elle est terra nullius. Il revendique cette île et proclame la principauté en prenant sa tête. Il veut établir une dictature militaire et se rend sur l'île en 1893.
Il nomme le comte de La Boissière comme secrétaire d'État, ouvre un consulat au 217 West 36th Street à New York et émet un emprunt d'État afin de financer la construction d'infrastructures.
En 1895, le Royaume-Uni saisit l'île pour en faire une station télégraphique, le prince James est forcé de se rendre. Il ne fait pas partie de la dispute diplomatique entre le Brésil et le Royaume-Uni. Il écrit au secrétaire d'État américain John Hay pour proposer sa médiation, mais le secrétaire publie sa lettre pour ridiculiser le soi-disant prince. Pour se venger, Harden-Hickey imagine un plan d'invasion de la Grande-Bretagne et de l'Irlande et demande un financement à Flagler qui le rejette. Il tente de collecter de l'argent en vendant son ranch au Mexique mais n'a pas assez de fonds. Il semblerait qu'il ait été abordé par un flibustier qui s'appelle Ralston J. Markowe qui, en retour, aurait été fait prince de Hawaii.

## Fin de vie
James Harden-Hickey tombe en dépression. Tout le monde le prend pour un fou avec son île et se moque de lui ; seul The New York Times apporte un peu de compassion. En remerciements, le prince inscrit le journaliste et le rédacteur en chef dans l'ordre de Trinidad. Il passe son temps à cherche un supposé trésor, appelé Plata Yvyvy.
Il écrit Euthanasia: The Aesthetics of Suicide, où il fait l'apologie du suicide, en particulier en pleine phase dépressive. Il applique ses idées le 9 février 1898 dans un hôtel d'El Paso en s'injectant une overdose de morphine après n'avoir pas pu vendre son ranch au Mexique. Il laisse une lettre à sa femme et des mémoires.

## Source
- (en) Cet article est partiellement ou en totalité issu de l’article de Wikipédia en anglais intitulé « James Harden-Hickey » (voir la liste des auteurs).
- Jean-Claude Wey, « L'ex-libris du baron Harden-Hickhey prince de Trinidad et Martim Vaz, par Richard Barabandy », L'Ex-libris français, no 275,‎ automne-hiver 2017, p. 365-366.